# Stenolechia gemmella
Stenolechia gemmella là một loài bướm đêm thuộc họ Gelechiidae. Loài này có ở hầu hết châu Âu.

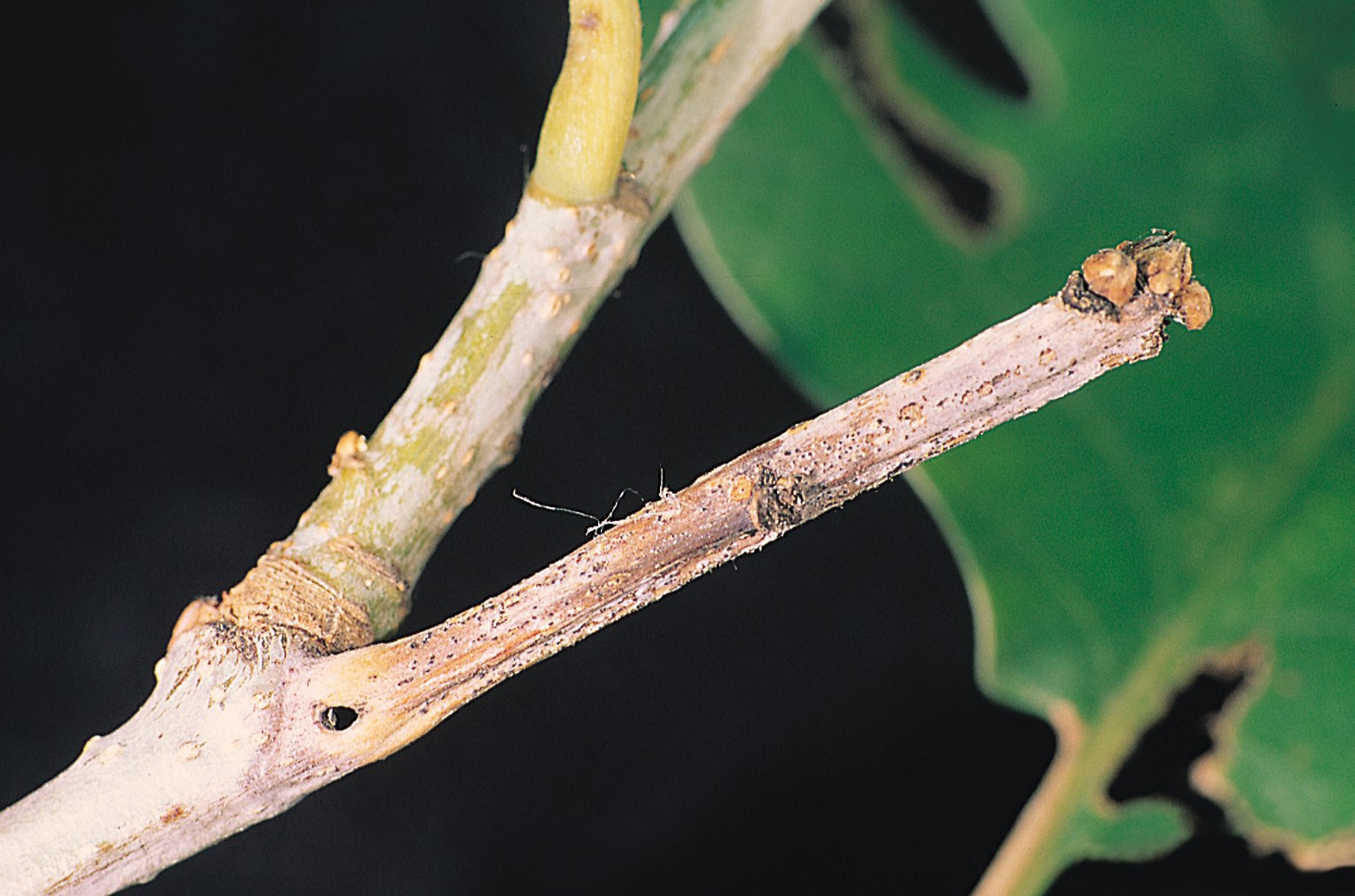
Hư hại

Sải cánh dài 10–11 mm. Con trưởng thành bay từ tháng 7 đến tháng 9, và nó được biết đến nhờ tập tính ở các kẽ thân cây trong trạng thái nghỉ.
Ấu trùng ăn các loài Quercus.

## Hình ảnh

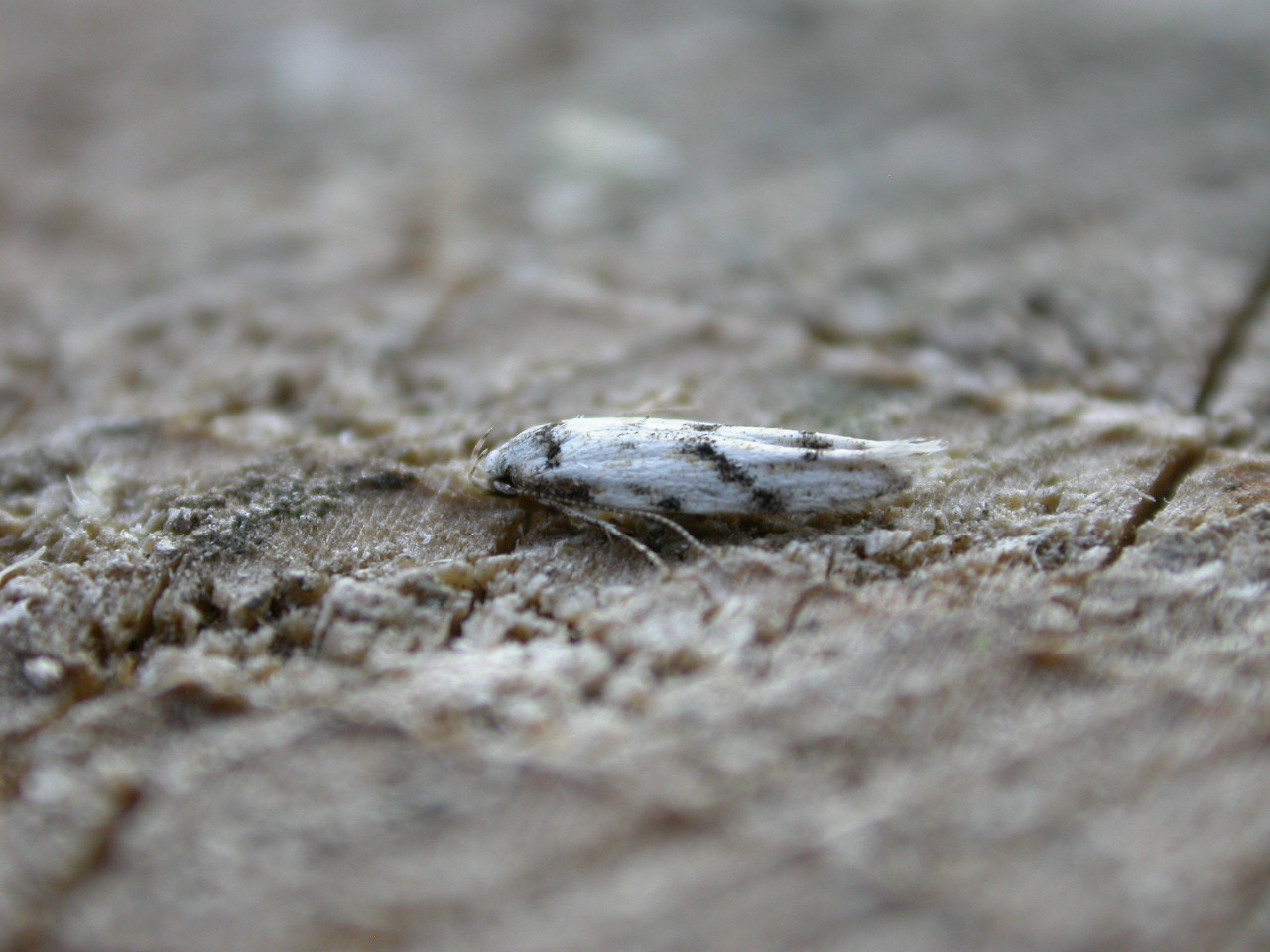
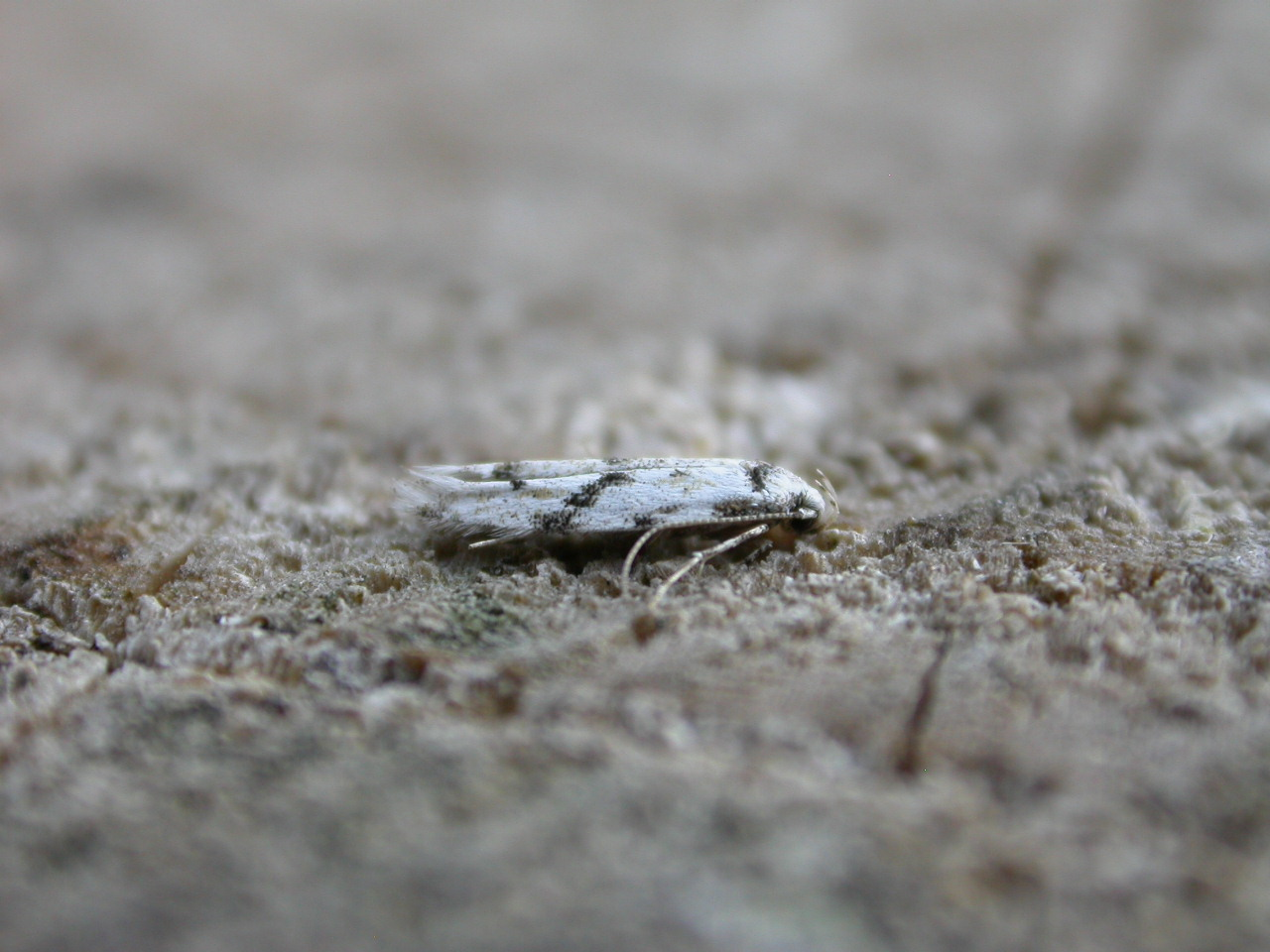
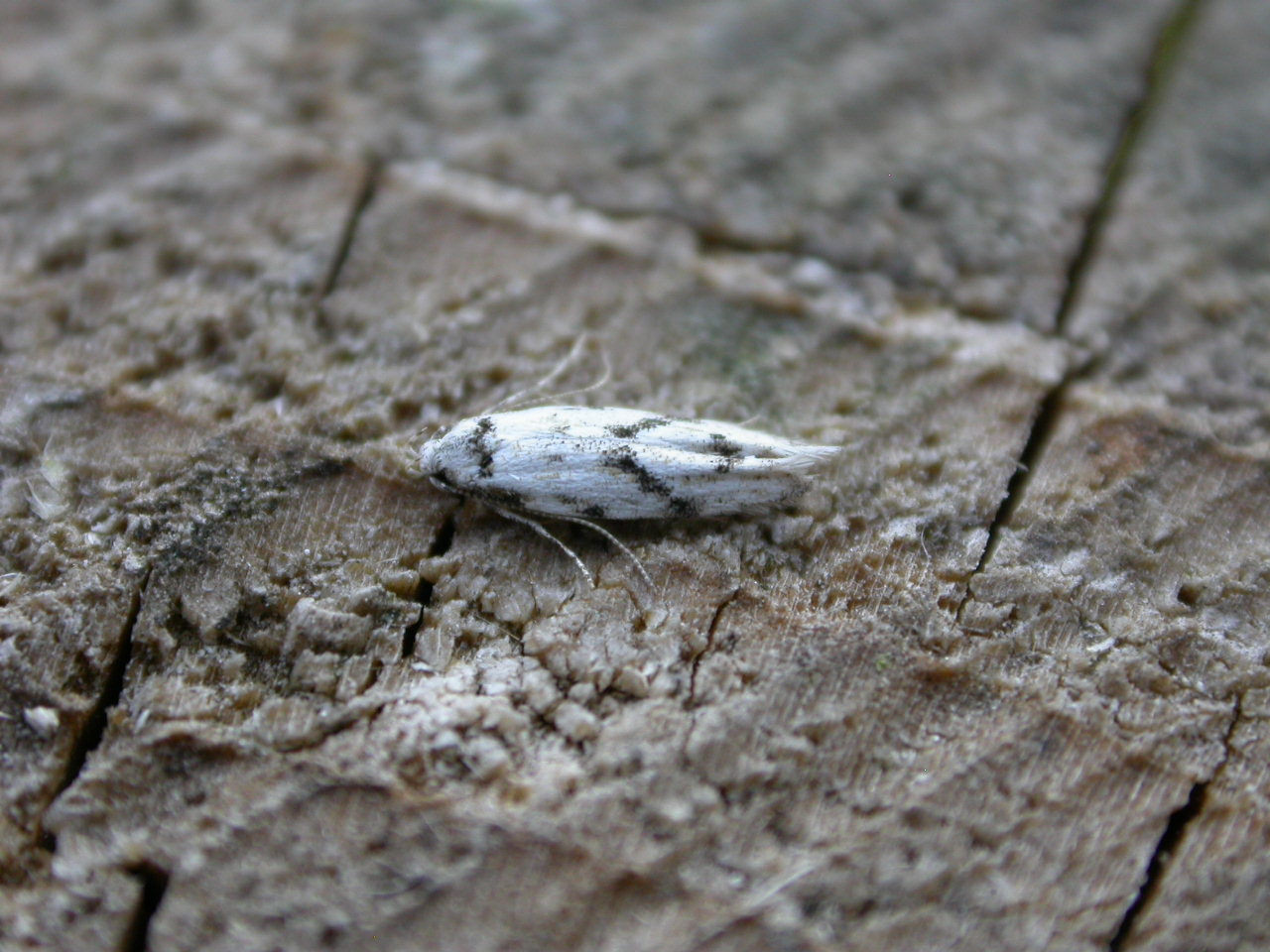
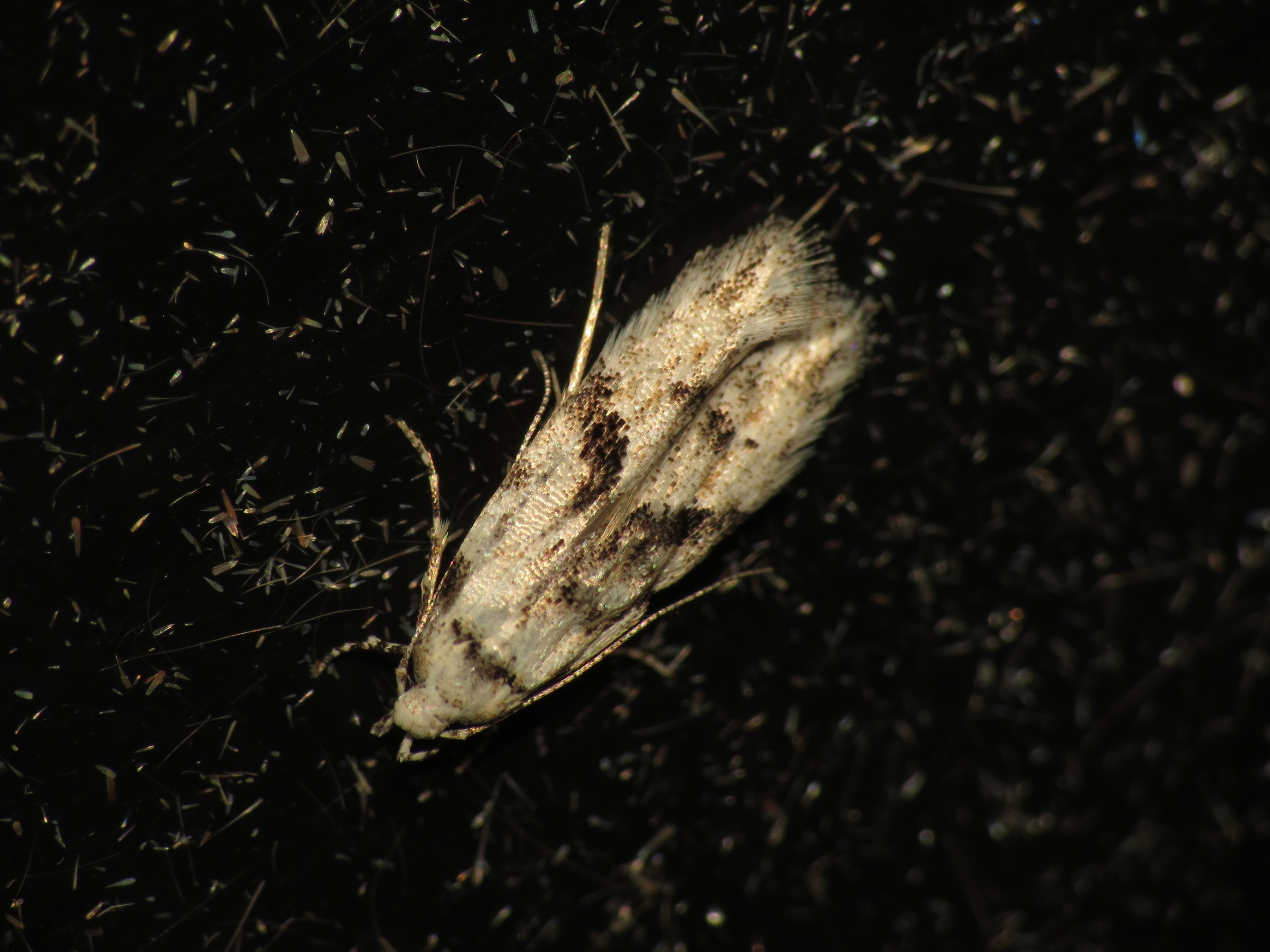